# Kristaps Janičenoks
 Kristaps Janičenoks  (* 14. März 1983 in Riga, Sowjetunion) ist ein lettischer Basketballspieler. Aktuell spielt er für den lettischen Verein BK Ventspils auf der Position des Forward.

## Karriere als Spieler

### Verein
Kristaps Janičenoks begann seine Karriere in Riga. Seinen ersten Erfolg hatte er bei der U-16 EM 1999, bei der er mit einem Schnitt von 23,5 Punkte als ein treffsicherer Scorer auffiel. Bis zur Saison 2002/2003 spielte er in der lettischen Liga für Broceni Riga. Danach spielte er sieben Jahre für verschiedene europäische Klubs, bevor er 2010 nach Lettland zurückkehrte. In der Saison 2003/04 wurde er belgischer Pokalsieger mit Liège. Mit den Telekom Baskets Bonn gab er 2004/2005 sein Debüt im Eurocup. In der Saison 2005/06 absolvierte er für Fortitudo Bologna zwei Spiele in der Euroleague. Mit Bologna (2007/08) und VEF Riga (2010–2013) kam er zu weiteren Einsätzen im Eurocup. Nach der Rückkehr zu VEF wurde er drei Mal in Folge lettischer Meister. Seit der Saison 2010/11 spielt er mit VEF auch in der VTB United League. Hier wurde er in der Saison 2012/13 zum besten lettischen Spieler ernannt.

### Nationalmannschaft
Kristaps Janičenoks nahm mit der lettischen Basketballnationalmannschaft an fünf Europameisterschaften teil. Er kam bei der EM 2005 auf 13,3 Punkte pro Spiel, bei der EM 2007 auf 15,5 und bei der EM 2009 auf 13,3 Punkte pro Spiel. Bei allen drei Turnieren belegte er mit Lettland den 13. Platz. Bei der EM 2013 war er mit 11,5 Punkten pro Spiel Topscorer seiner Mannschaft, die den 11. Platz erreichte. Bei der EM 2015 erzielte er 9,6 Punkte pro Spiel, die Mannschaft beendete das Turnier auf dem 8. Platz.

## Auszeichnungen und Erfolge

### Mannschaftserfolge
- Belgischer Pokalsieger: 2004
- Lettischer Meister (3×): 2011–2013

### Persönliche Auszeichnungen
- Bester lettischer Spieler der VTB United League 2012/13.
- MVP des lettischen All-Star Game 2012